# Patrick Fillion
Patrick Fillion (* 1973 in Québec, Kanada) ist ein kanadischer Illustrator und Autor von Comics mit erotischen homosexuellen Figuren und Themen.
Patrick Fillion hat seit jungen Jahren Comics und Nackte gezeichnet. Als er jedoch 1991 nach Vancouver kam und die Gemeinschaft der Schwulen für sich entdeckte, wurde sein Werk, das bis dahin eher leichte Kost war, deutlicher erotisch. Mit der Zeit hat sich sein Stil entwickelt, so dass auch immer mehr gewagtere Bilder und Themen entstanden, die er seither selbst im  Verlagsunternehmen Class Enterprises verlegt.
2004 gründete er mit seinem Lebenspartner Fraz den Verlag Class Comics Inc., in dessen Programm sich eine weitaus breitere Auswahl an Erotik-Comics über Schwulenthemen befindet.
Die Berichterstattung über seine Figuren im Zip-Magazin aus Montreal führte dazu, dass der international agierende schwule Bruno Gmünder Verlag Artbooks mit Fillions Arbeit mit den Titeln Heroes, Mighty Males und Hot Chocolate veröffentlichte. Die Class Comics-Titel werden von Gmünder ins Deutsche und vom französischen Verlag H&O Editions ins Französische übersetzt.
Ebenso stellt Patrick Fillion Illustrationen für einige Magazine und andere Veröffentlichungen für Schwule her und hat bereits einige Zeichnungen für Events und Organisationen geschaffen.

## Figuren
Die Figuren der Serien von Patrick Fillion sind vor allem junge, muskulöse Männer von unterschiedlicher ethnischer Herkunft mit unwahrscheinlich großen Geschlechtsteilen. Sie befinden sich plötzlich in einer Vielzahl von gefährlichen und sexuell aufreizenden Situationen, oft mit Außerirdischen und Super-Bösewichten mit gleichen sexuellen Vorlieben.

### Camili-Cat
Camili-Cat erschien das erste Mal in Magma Forces #5 (1986) und ist der letzte einer außerirdischen humanoiden Rasse, die teils katzenartig ist. „Cams Heimatwelt wurde zerstört als er noch ein Kind war. Nun durchquert er die Galaxis in der Hoffnung, noch andere Überlebende seiner Rasse zu finden.“

### Naked Justice
Naked Justice ist ein gut bestückter Superheld, dessen Kostüm nur aus Stiefeln, langen Handschuhen und einer Maske besteht. Er erschien das erste Mal in Ecstasy #1 (2000) und bisher in zwei Ausgaben seiner eigenen Serie, deren „Drehbuch“ Donald MacLean schrieb, ehemals Chefredakteur des Magazins Canadian Male.

## Class Comics: Derzeitige Ausgaben
| - Boytoons: The Men of Patrick Fillion #1 (2003) - Boytoons: The Men of Patrick Fillion #2–3 (2004) - Camili-Cat: Felinoids #1 (2003) - Camili-Cat: Felinoids #2 (2004) - Camili-Cat: Felinoids #2 Website Exclusive (2004) - Camili-Cat: Purrfection #1 (2004) - Camili-Cat: 20th Anniversary (2006) |  | - Deimos #0 (2004) - Guardians of the Cube #1–4 (2004) - Naked Justice #1 (2003) - Naked Justice #2 (2004) - Rapture #1 (2005) - Satisfaction Guaranteed #1 Expanded Edition (2004) - Satisfaction Guaranteed #2–3 (2004) |

## Class Enterprises 1992–2003
| - Affinity #1 (Band 1, 1992; Band 2, 1996) - Affinity #2 (Band 1, 1992; Band 2, 1996) - Affinity #3 (Band 1, 1992; Band 2, 1996) - Affinity #4 (Band 1, 1992; Band 2, 1996) - Affinity #0 (Special-Limited-Comic-Con-5-Ausgabe, 1996) - Affinity #5–21 (volume 1, 1992–1995) - Afterglow #1–2 (1997) - Patrick Fillion’s Camili-Cat Special Limited Edition #1 (1996) - The Best of Camili-Cat #1 (1998) - Camili-Cat: Purrfection #1 (First printing, 2000) |  | - Cube #1 (1995; Offizielle Serien-Auflage, 1998; Specielle-Comic Con 5-Limited Ashcan Edition, 1996; Special Comic Con 6 Collector’s Edition, 1997) - Cube #2 (1. Auflage, 1996; Offizielle Serien-Auflage, 1998; Diablo-Ghost-Boy-Nackt-Cover Auflage, 1998) - Cube #3 (1996; Jon-Dazy-Cover, Offizielle Serien-Auflage, 1998; Schlacht-Cover, Offizielle Serien-Auflage, 1998) - Cube #4 (1996; Jon-Dazy-Portrait-Rückseite, Offizielle Serien-Auflage, 1998; Diablo-Portrait-Rückseite, Offizielle Serien-Auflage, 1998) - Cube #5 (Limitierte Auflage/Galerie-Ausgabe, 1996) - Cube #6 (Special Comic Con 7 Edition mit buntem Cover, 1996; Limited Black & White Cover Edition, 1997) - Cube #7 (Limited Black & White Cover Edition, 1997) - Ecstasy #1 – (Diablo Cover, 2000; Naked Justice Cover, 2000) - Naked Justice #1 (2002) - Satisfaction Guaranteed #1 (1998; Expanded edition, 2004) - Satisfaction Guaranteed #2 (1999) |

## Übersetzungen von H&O Editions (Frankreich)
| - Boytoons (Gebunden) (2004) - Camili-Cat #1 (2003) - Camili-Cat #2 (2004) - Camili-Cat #3 (2004) - Guardians of the Cube (Taschenbuch, mit Cube #1–4) |  | - Naked Justice #1 (2003) - Naked Justice #2 (2004) - Satisfaction Guaranteed #1 (2004) - Satisfaction Guaranteed #2 (4. Auflage, 2004) |

## Bruno Gmünder Verlag (Deutschland)
- Heroes (Artbook, 2005)
- Hot Chocolate (Artbook, 2005)
- Mighty Males (Englisch, 2005)
- Mighty Males (German, 2005)

Castle Rain Entertainment
- Jestercrow #2 (Cover, 2001)

## Mermaid und Avatar Press
Mermaid
- GoGo Boy #3 (5-seitige Story "Mermaid Tales" und Umschlag hinten, 1995)

Avatar
Patrick Fillion illustrierte eine ganze Reihe für Avatar Press in den Jahren 2000, 2001 und 2002, wovon einiges noch nicht gedruckt wurde.  Hier folgen nun die bisher erschienenen Arbeiten:
- Avengelyne: Dark Depths #1/2 (Cover, 2001)
- Avengelyne: Seraphicide #1/2 (Pax Romana Edition: Cover, 2002)
- Hellina #0 (Variant cover, 2003)
- Razor: Till I bleed Daylight #1 (Cover, 2000)
- Razor: Bleeding Heart #1 (Umschlaginnen, reguläres Cover, 6 verschiedene Cover, 2001)[6]
- Threshold #26 (Lookers Kurzgeschichte Teil 1) – 2000
- Threshold #27 (Lookers Kurzgeschichte Teil 1) – 2000
- Threshold #37 (Reguläres und Erwachsenen-Cover, "The Lookers: the Shaft of Dionysus" Teil 1, 2000)
- Threshold #38 (Reguläres und Erwachsenen-Cover, "The Lookers: the Shaft of Dionysus" Teil 2, 2000)
- Twilight Raw #1 (Cover und zusätzliches im Innern, 2000)
- Twilight Raw #2 (Cover und zusätzliches im Innern, 2000)

## Magazine
- All-Man Magazine (Einige monatliche Bilder, 2002–2004)
- Black Inches Magazin (Einige monatliche Bilder, 2002 – heute)
- Latin Inches Magazin (Einige monatliche Bilder, 2002 – heute)
- Handjobs Magazin – (Illustrationen von Kurzgeschichten, January 2002)
- Freshmen Magazin (Einige monatliche Bilder, 2005 – heute)
- Inches Magazin (Einige monatliche Bilder, 2006 – heute)
- Torso Magazin (Einige monatliche Bilder, 2006 – heute)
- Zip Magazin – April/Mai 1999 (Französische Version von “Camili-Cat: Auto Pilot”)
- Zip Magazin – Juni/Juli 1999 (Französische Version von “Camili-Cat: Poor Kitty Cat”)
- Zip Magazin – Aug/Sept 1999 (Französische Version von “Camili-Cat: Reunion”)
- Zip Magazin – Okt/Nov 1999 (Französische Version von “Camili-Cat: the Djinns”)
- Zip Magazin – Winter 1999 (Cover – Interview mit Patrick Fillion)
- Zip Magazin – Winter 2000 (Cover – Französische Version von “Naked Justice”)
- Zip Magazin – Winter 2001 (Cover – Patrick Fillion Bildergalerie)
- Zip Magazin – Frühjahr 2001 (Französische Version von “Dane and the Leathermen”)
- Zip Magazin – Herbst 2001 (Französische Version von "Naked Justice: Orgy of the Damned")
- Zip Magazin – Winter 2002 (Interview mit Patrick Fillion – Einige Bilder)

## Anthologien
- Meatmen #25 ("Camili-Cat vs. the Djinns," 10-seitige Kurzgeschichte, 2002); Leyland Publications
- What’s Wrong (Cover und 4 Camili-Cat Seiten, 2002); Arsenal Pulp Press

## Kalender
- Hot Chocolate – 2007 Calendar

## Referenz und Anmerkung
1. ↑  Gayleague.com Interview - Patrick Fillion (Memento vom 1. Januar 2009 im Internet Archive)
2. ↑  PatrickFillion.com ~ Artist Profile (Memento des Originals vom 4. März 2016 im Internet Archive)  Info: Der Archivlink wurde automatisch eingesetzt und noch nicht geprüft. Bitte prüfe Original- und Archivlink gemäß Anleitung und entferne dann diesen Hinweis.
3. ↑  "Comics: Patrick Fillion's super sexy worlds" - Xtra.ca
4. ↑  ClassComics.com ~ Camili-Cat (Memento vom 12. Mai 2007 im Internet Archive)
5. ↑  ClassComics.com ~ Naked Justice (Memento vom 9. Mai 2007 im Internet Archive)
6. ↑  Razor: Bleeding Heart #1 wo Patrick Fillion fälschlicherweise als Autor genannt wird; der tatsächliche Autor der besagten Ausgabe ist William Christensen.